# Robert Falcon Scott
Thuyền trưởng Robert Falcon Scott (6 tháng 6 năm 1868 - 29 tháng 3 năm 1912) là một sĩ quan Hải quân Hoàng gia Anh và nhà thám hiểm người đã chỉ huy hai cuộc thám hiểm đến vùng Nam Cực: Thám hiểm Khám phá giai đoạn 1901-1904, và chuyến đi đoản mệnh Thám hiểm Terra Nova giai đoạn 1910-1913. Trong lần thám hiểm thứ hai, Scott đã dẫn đầu một nhóm năm người đến Nam Cực ngày 17 tháng 1 năm 1912, nhưng thấy rằng trước họ đã có một đoàn thám hiểm người Na Uy do Roald Amundsen đến rồi. Trên hành trình trở về, Scott và bốn người đi cùng ông đã thiệt mạng do kiệt sức và đói rét.